# 벨 오케스트라
벨 오케스트라(Bell Orchestre)는 캐나다 몬트리올 출신의 인스트러멘탈 락 밴드이다.
2003년 후반, 벨 오케스트라의 첫 정규 음반 녹음 작업은 몬트리올에 위치한 Hotel2Tango 스튜디오에서 이뤄졌다. 당시 동일 스튜디오에서 같은 몬트리올 출신의 락 밴드 아케이드 파이어도 그들의 첫 앨범인 Funeral의 녹음 작업이 끝무렵에 이르렀는데, 음반 작업이 한창이던 벨 오케스트라는 아케이드 파이어의 제안에 따라 그들과 함께 투어를 가게 되어 자신들의 음반 작업을 연기했다. 투어를 마치고 나서, 벨 오케스트라는 2005년 가을에 마침내 첫 번째 정규 음반 Recording a Tape the Colour of the Light을 발매했다. 2006년 3월경부터는 유럽 및 미주 순회 공연을 가졌다.
2008년 9월 기준으로, 벨 오케스트라의 공식 사이트에 따르면 새 녹음 작업이 미국 일리노이주 시카고의 한 스튜디오(Soma Electric Studios)에서 이루어지고 있다고 한다.

## 다른 밴드와의 관계
- 피에트로 아마토는 밴드 the Luyas와 Torngat의 정식 멤버이며, Arcade Fire의 객원 멤버이기도 하다.
- 새라 뉴펠드와 리처드 패리는 Arcade Fire의 정식 멤버이기도 하다.

## 음반 목록
- Bell Orchestre (album), (Demo, 2002)
- Recording a Tape the Colour of the Light, (Album, 2005)